# Les Quatre Têtes
Les Quatre Têtes est une œuvre d'Emily Young. C'est l'une des œuvres d'art de la Défense, en France.

## Description
L'œuvre est située dans le quartier du Triangle de l'Arche. Elle est constituée de quatre sculptures représentant des têtes humaines. La première est située devant l'entrée du Triangle de l'Arche ; les trois autres sont situées chacune à l'intérieur de chaque bâtiment qui le compose.

## Historique
L'œuvre est installée en 2002.